# Gula’alaa
Le gula’alaa est une des langues des Salomon du Sud-Est, parlée par 1 570 locuteurs, dans la partie orientale de Kwara'ae, Kwai et Ngongosila et à Malaita. Cette langue s'appelle aussi le kwai et le ngongosila (noms d'îles). Peut être comprise par les locuteurs du lau ou le kwara’ae (leur lexique est similaire à 85 %).